# Ymer Pampuri
Ymer Pampuri (Tirana, 1944. április 30. – 2017. január 18.) világbajnok albán súlyemelő.

## Pályafutása
Az 1972-es konstancai Európa-bajnokságon meglepetésre a 60 kg-os súlycsoportban nyomásban második lett. Az 1972-es müncheni olimpia egyben világbajnokság is volt a súlyemelők számára. Pampuri nyomásban 127.5 kg-os eredménnyel új olimpiai rekorddal világbajnok lett. Összetettben a kilencedik helyen végzett, így olimpiai érmet nem szerzett.

## Sikerei, díjai
- Világbajnokság 60 kg – nyomás
  - aranyérmes: 1972 – München
- Európa-bajnokság 60 kg – nyomás
  - ezüstérmes: 1972 – Konstanca